# Cum hoc ergo propter hoc
Cum hoc ergo propter hoc (на латински „с това, следователно поради това“) е фраза, с която се обозначава логическата грешка, че ако между две променливи съществува корелация, то задължително е налице причинно-следствена връзка между тях.

## Примери
- В един подробно изследван пример, многобройни епидемологични проучвания показали, че при жените, подложили се на комбинирана хормонозаместителна терапия (ХЗТ), рискът (вероятността) от заболеваемост от коронарна болест на сърцето (КБ) бил по-нисък. Това навело докторите на заключението, че ХЗТ предпазва от КБ. Контролни изследвания обаче показали, че ХЗТ всъщност увеличава риска от коронарна болест. При повторния анализ на данните се установило, че имало голяма вероятност жените на ХЗТ да са от социално-икономическите групи ABC1, с по-добри от средното хранителни и тренировъчни режими. Така двете събития се оказали съвпадащи следствия от обща причина, а не причина и следствие, както се твърдяло първоначално.[1]

- Някои американски застрахователни компании заключават, че след като 80% от автомобилните катастрофи са на по-малко от 30 км от домовете на шофьорите, то тогава катастрофите се дължат на това, че водачите на МПС са дотам привикнали към маршрута, че не отделят нужното внимание. Обаче не отчитат, че всъщност рядко човек се отдалечава на повече от 30 км от дома си. [2]

- Друго изследване твърди, че средната продължителност на живота сред хората, които и на 60 години практикуват джогинг, е значително по-голяма, следователно тази дейност е повишава продължителността на живота. Не се отчита факта, че за хората, които могат да практикуват джогинг на 60 години, има много по-голяма вероятност да имат по-дълъг живот.[2]

- По същата логика, известният френски актьор Колюш заявява, че след като 1/3 от катастрофите са причинени от водачи, употребили алкохол, то трябва да се наказват водачите, които пият вода, понеже те причиняват 2/3 от катастрофите[2].

Всичко това са примери за грешни разсъждения, които показват, че не трябва да се бърка корелация с причинно-следствена връзка.